# Yngling (vela)

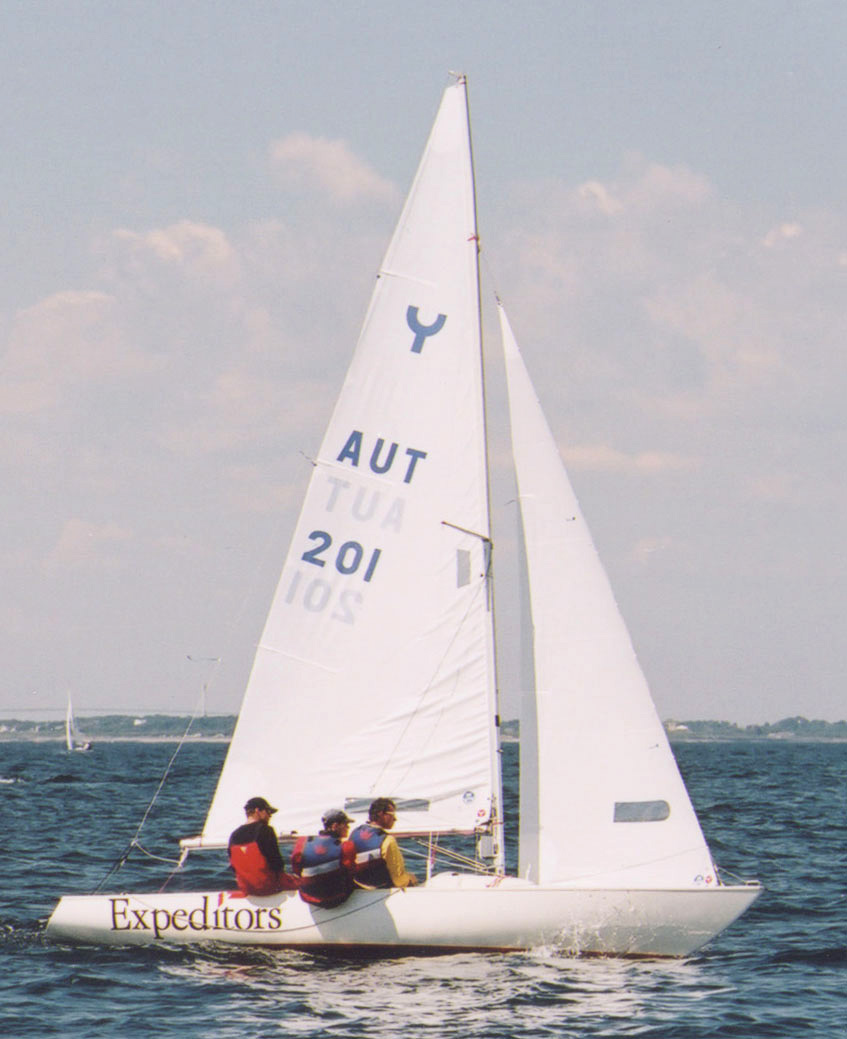
Un Yngling navegando

El Yngling es un barco de quilla fija (keelboat en idioma inglés) para tres navegantes. Fue clase olímpica en categoría femenina en los JJ. OO. de Atenas 2004 y Pekín 2008.

## Histórico
Fue diseñado por el noruego Jan Herman Linge en 1967, que quiso construir un barco de quilla fija para su hijo, y de ahí el nombre de Yngling, que en noruego significa benjamín, no teniendo ninguna relación con la casa de Yngling.
Es clase internacional desde 1979 y fue escogido por la Federación Internacional de Vela para los Juegos Olímpicos de 2004 y 2008. Sin embargo, para los juegos de Londres 2012 el Yngling fue reemplazado por el Elliott 6m.